# Toon Raemaekers
Toon Raemaekers, né le 9 septembre 2000 à Diest en Belgique, est un footballeur belge qui joue au poste de défenseur au Ferencváros TC.

## Biographie

### En club
Toon Raemaekers est notamment formé par le KFC Diest, le Lierse SK, le KVC Westerlo, avant de poursuivre sa formation à Oud-Heverlee Louvain. C'est avec ce club qu'il fait ses débuts en professionnel, jouant son premier match le 11 février 2020, lors d'une rencontre de championnat face à l'Union Saint-Gilloise. Titulaire lors de cette rencontre, les deux équipes se neutralisent avec un zéro à zéro. Le 10 août 2020, il fait ses débuts en Division 1A lors du match d'ouverture contre la KAS Eupen.
Il s'engage avec le KV Malines en janvier 2022.
En septembre 2022, il est prêté au Lierse, en Division 1B. Le 9 septembre 2022, il joue sa première rencontre sous ses nouvelles couleurs face au FCV Dender EH. Quelques jours plus tard, il inscrit son premier but en coupe contre le KRC Malines,. Le 28 octobre 2023, il se déchire les ligaments croisés, le tenant éloigné des terrains pendant près d'un an,.
Le 24 juin 2025, lors du mercato estival, Toon Raemaekers quitte Malines pour rejoindre son compatriote Philippe Rommens au Ferencváros TC, champion de Hongrie en titre et avec lequel il va découvrir la compétition européenne en disputant le deuxième tour préliminaire de la Ligue des champions.

## Statistiques

### En club
| Saison                | Club                      | Championnat           | Championnat | Championnat | Championnat | Coupe(s) nationale(s) | Coupe(s) nationale(s) | Coupe(s) nationale(s) | Compétition(s) continentale(s) | Compétition(s) continentale(s) | Compétition(s) continentale(s) | Compétition(s) continentale(s) | Autres compétitions | Autres compétitions | Autres compétitions | Autres compétitions | Total | Total | Total |
| Saison                | Club                      | Division              | M.          | B.          | P.d.        | M.                    | B.                    | P.d.                  | Comp.                          | M.                             | B.                             | P.d.                           | Comp.               | M.                  | B.                  | P.d.                | M.    | B.    | P.d.  |
| 2019-2020             | OH Louvain                | Division 1B           | 1           | 0           | 0           | -                     | -                     | -                     | -                              | -                              | -                              | -                              | TM                  | -                   | -                   | -                   | 1     | 0     | 0     |
| 2020-2021             | OH Louvain                | Division 1A           | 10          | 0           | 0           | 0                     | 0                     | 0                     | -                              | -                              | -                              | -                              | -                   | -                   | -                   | -                   | 10    | 0     | 0     |
| 2021-2022             | OH Louvain                | Division 1A           | 1           | 0           | 0           | -                     | -                     | -                     | -                              | -                              | -                              | -                              | -                   | -                   | -                   | -                   | 1     | 0     | 0     |
| Sous-total            | Sous-total                | Sous-total            | 12          | 0           | 0           | 0                     | 0                     | 0                     | -                              | -                              | -                              | -                              | -                   | -                   | -                   | -                   | 12    | 0     | 0     |
| 2022-2023             | Lierse Kempenzonen (prêt) | Division 1B           | 17          | 2           | 1           | 2                     | 1                     | 0                     | -                              | -                              | -                              | -                              | PO                  | 10                  | 0                   | 0                   | 29    | 3     | 1     |
| 2022-2023             | KV Malines                | Division 1A           | 3           | 0           | 0           | -                     | -                     | -                     | -                              | -                              | -                              | -                              | PO2                 | -                   | -                   | -                   | 3     | 0     | 0     |
| 2023-2024             | KV Malines                | Division 1A           | 6           | 0           | 0           | -                     | -                     | -                     | -                              | -                              | -                              | -                              | PO2                 | -                   | -                   | -                   | 6     | 0     | 0     |
| 2024-2025             | KV Malines                | Division 1A           | 28          | 0           | 0           | 2                     | 0                     | 0                     | -                              | -                              | -                              | -                              | PO2                 | 7                   | 0                   | 0                   | 37    | 0     | 0     |
| Sous-total            | Sous-total                | Sous-total            | 37          | 0           | 0           | 2                     | 0                     | 0                     | -                              | -                              | -                              | -                              | -                   | 7                   | 0                   | 0                   | 46    | 0     | 0     |
| 2025-2026             | Ferencváros TC            | NB I                  | 2           | 0           | 1           | -                     | -                     | -                     | C1                             | 5                              | 0                              | 0                              | -                   | -                   | -                   | -                   | 7     | 0     | 1     |
| Total sur la carrière | Total sur la carrière     | Total sur la carrière | 68          | 2           | 2           | 4                     | 1                     | 0                     | -                              | 5                              | 0                              | 0                              | -                   | 17                  | 0                   | 0                   | 94    | 3     | 2     |